# 產業革新投資機構
產業革新投資機構（日语：／ Sangyoukakushintōshikikō */?）是由日本政府與19家民營企業合資成立的投資公司，總部位於日本東京。也是經濟產業省所管的認可法人。

## 历史
2009年7月以臨時法人實體成立，時名為產業革新機構（／ Sangyoukakushinkikō），成立目的是透過公私合作提供資本以及人力支援研發專業技術，藉以提升日本企業的競爭力；2018年9月，組織改組，並更為現名。

## 外部連結
- 株式会社産業革新投資機構
- 株式会社INCJ （页面存档备份，存于）